# Martin Costa

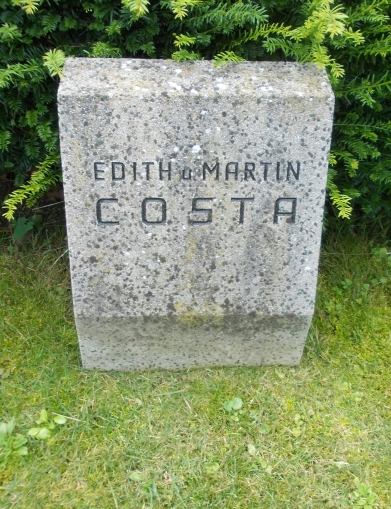
Grabstätte von Martin Costa

Martin Costa, eigentlich Martin Kostia (* 12. Oktober 1895 in Wien; † 17. Januar 1974 ebenda) war ein österreichischer Schauspieler und Schriftsteller.

## Leben
Martin Costa, Sohn von Karl Costa (geboren als Kostia), besuchte das Piaristengymnasium bis zur Matura (Abitur) und studierte anschließend an der Akademie für Musik und darstellende Kunst. Später wechselte er an das Max Reinhardt Seminar. Als der Erste Weltkrieg begann, brach Costa sein Studium ab, bekam aber dennoch seine „Reife für den Bühnenberuf“ bestätigt Im März 1917 wurde er als Angehöriger der 21. Kompanie des Infanterieregiments Nr. 4 „Hoch- und Deutschmeister“ in Tobolsk, Russland mit der Charge Einjährig-Freiwilliger Feldwebel gefangen genommen.
Als Schauspieler konnte er 1921 erfolgreich am Staatstheater Oldenburg debütieren und blieb dort bis 1923. Danach wechselte er bis 1925 an das Stadttheater nach Breslau. Die Spielzeit 1929/30 war Costa Ensemblemitglied in Dresden und wurde anschließend bis 1938 in Frankfurt am Main unter Vertrag genommen. In den Jahren 1939 bis 1941 spielte er am deutschen Landestheater in Prag, und 1942 bis 1945 gehörte Costa den Wiener Kammerspielen an.
Ab 1953 war Costa über einen langen Zeitraum am Theater in der Josefstadt engagiert. Am 17. Januar 1974 verstarb Martin Costa mit 78 Jahren in Wien und wurde dort im Urnenhain der Feuerhalle Simmering (Abteilung 5, Gruppe 8, Nummer 122) beigesetzt.

## Filmografie
- 1947: Der Hofrat Geiger – nur Drehbuch
- 1951: Valentins Sündenfall
- 1951: Der alte Sünder
- 1952: Hallo Dienstmann
- 1953: Fiakermilli – Liebling von Wien (Die Fiakermilli) – auch Drehbuch
- 1953: Einmal keine Sorgen haben
- 1955: An der schönen blauen Donau
- 1955: Geheimnis einer Ärztin
- 1956: …und wer küßt mich? (Ein Herz und eine Seele)
- 1956: Husarenmanöver – nur Drehbuch
- 1956: K. u. K. Feldmarschall
- 1957: Dort in der Wachau
- 1961: Höllenangst (TV)
- 1961: Bridge mit Onkel Tom (TV)
- 1965: Die verhängnisvolle Faschingsnacht (TV)
- 1966: Die venezianischen Zwillinge (TV)
- 1967: Die Fiakermilli (TV) – auch Drehbuch
- 1967: Alles zum Guten (TV)
- 1967: Katzenzungen (TV)
- 1968: Theaterg’schichten durch Liebe, Intrige, Geld und Dummheit
- 1969: Der alte Richter (TV-Serie, 2 Folgen)
- 1969: Das Lamm (TV)
- 1969: Donaug’schichten (TV)
- 1969: Fink und Fliederbusch (TV)
- 1969: Zeitvertreib (TV)
- 1969: Die Geschichte der 1002. Nacht (TV)
- 1969: Smeraldina (TV)
- 1970: Passion eines Politikers (TV)
- 1970: Der Satyr aus der Vorstadt (TV)
- 1970: Frühstück im Büro (TV)
- 1971: Ubu (TV)

## Werke (Auswahl)
Theaterstücke
- Der Hofrat Geiger. 1943.
- Die Fiakermilli. 1945.
- Die Nächte der Dorette.
- Liebestrank.
- Der Herr Redoux.
- Kannst du dich erinnern, Maria.
- Gute Erholung (frei nach Eugène Labiche).
- Arzt der Armen.
- Kennkarte Wentheimer.
- Der rosarote Fürst de Ligne (1948).
- Valnocha, der Koch.
- Vielgeliebter.